# 「真の近現代史観」懸賞論文
「真の近現代史観」懸賞論文（しんのきんげんだいしかん けんしょうろんぶん）とは、アパ日本再興財団が主催する近現代史観の論文に対する賞である。第1回は2008年に行われ、以来毎年10月に受賞者発表、12月に授賞式が行われる。

## 賞の概要
- アパグループの代表である元谷外志雄が、著作「報道されない近現代史」（アパグループの月刊「アップルタウン」に「藤誠志」の筆名で連載したもの、産経新聞出版刊）の出版を記念して歴史論文顕彰制度を創設し、第1回2008年5月から募集を始めた。
- 賞金総額は500万円で、最優秀藤誠志賞は300万円、優秀賞（一般部門、学生部門）は30万円、佳作10人に1万円であった。また優秀賞以上はアパホテルの宿泊券が副賞として贈られる。授賞式は東京の元赤坂にある明治記念館で12月8日に記者等には非公開で開催された。
- 最優秀賞を受賞したのは、いずれも後述のように保守論客では比較的著名な人物で、入賞するのも比較的主催者と歴史認識が近い書籍を出版したことがある人物も多く、また佳作の中には元谷の側近やアパの社員が含まれ、同一人物が複数回入賞したこともある。
- 毎回、佳作以上に選ばれた論文を一冊にまとめた「誇れる国、日本」としてアパホテルから発刊されている。

## 選考委員
2021年現在
- 元谷外志雄（主催者、アパグループ代表、「小松基地金沢友の会」会長）
- 加瀬英明（委員長）
- 小堀桂一郎
- 今村雅弘
- 小松﨑和夫（報知新聞社前会長）
- 福井雄三

### 過去の選考委員
第1回のみ
- 中山泰秀（自由民主党衆議院議員）ただし秘書の山本秀一が代理出席

第1回から第3回まで
- 花岡信昭（産経新聞社客員編集委員）

第4回から第7回まで
- 馳浩（自由民主党衆議院議員）

第2回以後は中山が外れ（田母神論文問題#付随した問題参照）、入れ替わりに馳浩が加わる。
第4回以後は花岡が死去したため1回最優秀賞受賞者の田母神が加わる。
第8回以後は馳が文部科学大臣に就任したため入れ替わりに原田が加わる。
第9回は渡部昇一が没したため加瀬が代わる。

## 受賞者一覧

### 第一回最優秀藤誠志賞（2008年）
第一回最優秀藤誠志賞受賞者発表による。
最優秀藤誠志賞　田母神俊雄（航空幕僚長）
優秀賞（一般人）
- 落合道夫 （近現代史研究家）

佳作
- 岩田温 （「日本保守主義研究会」代表、拓殖大学客員研究員）
- 姜永根（株式会社淡海環境デザイン・代表取締役）
- 江崎京　（パートタイマー）
- 諸橋茂一（株式会社KBM代表取締役社長、小松基地金沢友の会事務局長、新しい歴史教科書をつくる会監事）
- 原子昭三（元弘前市市議会議員）
- 出野行男（日本語教師）
- 木下雅敏（アパ株式会社リスク管理室・室長）
- 志川久（竹中工務店社員）
- 三好誠（不動産賃貸業）
- 渡辺映典（関西大・学生）

### 第二回最優秀藤誠志賞（2009年）
第二回最優秀藤誠志賞受賞者発表による。
最優秀藤誠志賞 竹田恒泰（慶應義塾大学講師）
「天皇は本当に主権者から象徴に転落したのか？」
優秀賞（社会人部門）奥村光太郎（京都市立向島中学校社会科教諭)
「いわゆる『戦争犯罪人』の真実を探る」
優秀賞（学生部門）加藤利則（仙台市立広瀬中学校3年）
「語られなかった大東亜共栄圏」
佳 作
- 大谷雄一（奈良大学非常勤講師）
- 亀岡隆之（「慶應塾」主宰）
- 坂下実（コンサルタント）
- 重浪明こと永野聖（フリーライター）
- 清水馨八郎（ 千葉大学名誉教授）
- 高津朝秀（久留米大学法科大学院生）
- 堤香彰（歴史研究家）
- 東尋坊堪山こと柴田正洋（思想家）
- 森嶋雄仁（近現代史研究家）
- 山下正仁（思想家）

### 第三回最優秀藤誠志賞（2010年）
第三回最優秀藤誠志賞受賞者発表による。
最優秀藤誠志賞 佐波優子（キャスター、「祖父たちの戦争体験をお聞きする孫の会」代表）
「大東亜戦争を戦った全ての日本軍将兵の方々に感謝を」 ～9年間の遺骨収集を通じて感じたもの～
優秀賞（社会人部門）高田純（札幌医科大学教授）
「広島平和公園の碑文は撤去すべし」
優秀賞（学生部門） 岩井秀一郎 （日本大学文理学部史学科4年）
「昭和の日本と共産主義」
佳作
- 青柳武彦 （国際大学GLOCOM客員教授）
- 有馬光正 （宅建業）
- 大倉富美男 （予備陸上自衛官陸士長）
- 芝田信一 （元公務員)
- 長田泰治 （自営業）
- 西木戸未來こと錦戸永宗（化学者、近現代史研究フリーライター）
- 野中卓人 （エコノミスト）
- 細谷清 （専門学校非常勤講師）
- 森嶋雄仁 （近現代史研究家）
- 諸橋茂一 （株式会社KBM代表取締役社長）

### 第四回最優秀藤誠志賞（2011年）
第四回最優秀藤誠志賞受賞者発表による。なお優秀賞とされた中松義郎の論文は、後に加筆したうえで「日本は負けていない-超経験者しか知らない大東亜戦争の史実」として文芸社から出版されている。
最優秀藤誠志賞 高田純（札幌医科大学教授）、「福島は広島にもチェルノブイリにもならなかった」
優秀賞（社会人部門）サー中松義郎博士 （セントルイス大学教授）
「日本は負けていない-超経験者しか知らない史実」
優秀賞（学生部門） 志村高洋 （中央大学法学部政治科4年）
「日本と台湾の「明日」を考える」
佳作
- 阿笠力 （国府学院大学大学院後期2年生）
- 有馬光正 （不動産業）
- 落合通夫 （「東京近代史研究所」代表）
- 塩澤修平 （慶應義塾大学経済学部教授)
- 豊田虎穴こと豊田拓男 （物流会社監査役）
- 豊田昌靖（元航海士）
- 中川暢三 （社団法人兵庫総合研究所理事長、前加西市長）
- 西木戸未來こと錦戸永宗（化学者、近現代史研究フリーライター）
- 乗附久 （私立大学非常勤講師）
- 若狭和朋 （発言集団シューレ代表、元高校社会科教師）

### 第五回最優秀藤誠志賞（2012年）
第五回最優秀藤誠志賞受賞者発表による。
最優秀藤誠志賞 一色正春（元海上保安官）、「中国の狙いは尖閣だけでない」
優秀賞（社会人部門）中村敏幸（元会社員・近現代史研究家）、「日米一五〇年戦争と日本再生の道標」
優秀賞（学生部門）タランガ・クマーラ（青山学院大学 法学部2年）、「外国人から見た日本の現状における問題」
佳作
- 井手匠（物流会社 監査役）
- 上田真弓（フリーライター）
- 大林敬史（アパグループ常務代表室長）
- 落合道夫（「東京近代史研究所」代表）
- 鍛冶俊樹（軍事ジャーナリスト）
- 塩澤修平（慶應義塾大学経済学部教授）
- 瀬利太陽（田沼隆志の公設秘書）
- 田坂富代（静岡県下田市議会議員 副議長）
- 西木戸未來こと錦戸永宗（化学者、近現代史研究フリーライター）
- 三荻祥（全日本学生文化会議事務局長、「大学の使命」編集長）

### 第六回最優秀藤誠志賞（2013年）
第六回最優秀藤誠志賞受賞者発表による。
最優秀藤誠志賞 松原仁（衆議院議員・元国務大臣）、「我らが日本！「三つの敗戦」から脱却して力強い国家を」
優秀賞（社会人部門）塩澤修平（慶應義塾大学経済学部教授）、「毅然として歴史観の発信を」
優秀賞（学生部門）山本みずき（慶應義塾大学 法学部1年）、「18歳の宣戦布告　国家観なき若者に告ぐ」
特別賞
- 西鋭夫　（フーヴァー戦争・革命・平和研究所研究員）
- 杉原誠四郎　（新しい歴史教科書をつくる会会長）

佳作
- 青柳武彦（国際大学客員教授・学術博士）
- 石井義哲（元空将補・アパグループリスク管理室長、次世代の党所属政治活動家）
- 伊藤祐靖（元2等海佐）
- 高橋富代（下田市議会議員　尾崎行雄記念財団・咢堂塾運営委員）
- 高山秀幸（通訳官）
- サー中松義郎博士こと中松義郎  （セントルイス大学教授）
- 西木戸未來こと錦戸永宗（フリーライター 化学者）
- 諸橋茂一（株式会社KBM代表取締役社長、教育を考える石川県民の会会長）

### 第七回最優秀藤誠志賞（2014年）
第七回最優秀藤誠志賞受賞者発表による。
最優秀藤誠志賞 杉田水脈（衆議院議員　次世代の党　国対副委員長）、「慰安婦問題とその根底にある報道の異常性」
優秀賞（社会人部門）青柳武彦　（学術博士・国際大学グローコム客員教授） 
「日本の最大の敵は日本人の自虐史観だ」～WGIPの呪縛から逃れよう～
優秀賞（学生部門）日置 沙耶香 （筑波大学大学院 人文社会科学研究科法学専攻　2年）「特攻・回天〜真実の日本の歴史を発信する秋（とき）が来た〜」 
佳作
- 大野徳兵衛（本名：大野善也）（元日本海軍艦上爆撃機　パイロット）
- 落合道夫（東京近代研究所　代表）
- 騎士崚史朗（本名：髙山秀幸）（公的機関 上席通訳翻訳官・近現代史研究家）
- 草間洋一 （フリー・ライター&エディター　文明工学研究家）
- 久野潤（大阪国際大学非常勤講師）
- 斎藤剛（城西国際大学講師　近現代史研究家）
- 津田幸男 (言語学者)（筑波大学名誉教授・一般社団法人平和言語学研究所所長）
- 豊田昌靖（元航海士）
- 中村敏幸（近現代史研究家）
- 山下英次（大阪市立大学名誉教授・経済学博士）

### 第八回最優秀藤誠志賞（2015年）
第八回最優秀藤誠志賞受賞者発表による。
最優秀藤誠志賞 ケント・ギルバート（外国人タレント、外国法弁護士）「日本人の国民性が外交・国防に及ぼす悪影響について」
優秀賞（社会人部門）中村敏幸　（近現代史研究家）「戦後七十年の今年を、日本を取り戻す　反転攻勢の節目の年にせよ　―保守言論人が果たすべき使命―」
優秀賞（学生部門）小野寺崇良 （立命館大学法学部2年）「至純の心に連なり現代を生きる」
佳作
- 青柳武彦（国際大学グローコム客員教授）
- 大石英樹（チャンネルajer歴史講座講師　「福住蟷螂」名で出演）
- 呉亮錫（ウェブメディア「ザ・ニュー・スタンダード」編集長）
- 杉田水脈（次世代の党所属政治家）
- 辻本貴一（株式会社MYO・元社長、ライター　「中韓を知りすぎた男」ブログ主　「コラァ!中国、いい加減にしろ!」「コラァ!韓国――」著者）
- 針原崇志（大東亜青年塾事務局長）
- 松木国俊（松木商事株式会社代表取締役、朝鮮問題研究家）
- 山口富士夫（早稲田大学名誉教授）
- 山下英次（大阪市立大学名誉教授）
- ロバート・D・エルドリッヂ（政治学者、世界平和研究所客員研究員、エルドリッヂ研究所代表）

### 第九回最優秀藤誠志賞（2016年）
第九回最優秀藤誠志賞受賞者発表による。
最優秀藤誠志賞 西鋭夫（モラロジー研究所教授、フーヴァー戦争・革命・平和研究所フェロー）「美学の國を壊した明治維新」
優秀賞（社会人部門）騎士崚史朗（文化随筆家　本名・髙山秀幸）「“分断国家　あるいは戦後日本” 〜三つの分断統治（ディバイド・アンド・ルール）政策の後遺症〜」
優秀賞（学生部門）グレンコ・アンドリー（京都大学大学院人間・環境学研究科博士後期課程1年生）「真の平和を築くために何が重要なのか」
佳作
- エドワーズ博美（メリーランド大学非常勤講師）
- 鎌田正誠（技術コンサルタント・工学博士）
- 酒生文弥（在日本ルーマニア商工会議所会頭）
- 清水裕介（アパマンション株式会社 首都圏CM事業部 課長代理・一級建築士）
- 杉田水脈（前衆議院議員）
- 杉原誠四郎（教育研究者）
- 東條英利（一般社団法人国際教養振興協会代表理事・神社文化評論家・東條英機曽孫）
- 中村敏幸（近現代史研究家）
- 針原崇志（大東亜青年塾事務局長・著書『歴史教科書を斬る』）
- 山下英次（大阪市立大学名誉教授・経済学博士・拓殖大学日本文化研究所客員教授）

### 第十回最優秀藤誠志賞（2017年）
第十回最優秀藤誠志賞受賞者発表による。
最優秀藤誠志賞 稻恭宏（医師）「日本は低線量率放射線医科学によって復活し人類と地球を救う」
優秀賞（社会人部門）水間政憲（近現代史研究家）「『1937南京』日米中歴史戦完結　―「南京城内」の特定できる民間人死者数は「34人」だった―」
優秀賞（学生部門）黒岩樹希也（高崎経済大学3年）「大東亜聖戦の真実と東京裁判の嘘 ―日本が守ろうとしたものは何か、それは国民の命、そしてアジアの自由と独立だった―」
佳作
- 石本秀雄（「日本の歴史文化協会」会長）
- 小川揚司こと小川洋司（株式会社防衛システム研究所特別研究員、新しい歴史教科書をつくる会東京支部顧問）
- 騎士崚史朗こと高山秀幸（文化随筆家）
- 草間洋一（文明工学研究家）
- 清水浩（慶応義塾大学名誉教授、e-Gle社長）
- 清水裕介（アパグループ首都圏CM事業部）
- 知念章（元・防衛庁職員、ライター、「護佐丸リラーニングサポート」代表）
- 松木国俊（「朝鮮近現代史研究所」所長）
- 村島定行（日本会議鹿児島・理事長、鹿児島大学名誉教授）
- 山本妙子（アパグループ法務室長）

### 第十一回最優秀藤誠志賞（2018年）
第十一回最優秀藤誠志賞受賞者発表による。
今回から「アパ日本再興大賞」が新設された。
最優秀藤誠志賞 草間洋一（文明工学研究家）「近代日本のダイナミズム」
優秀賞（社会人部門）高橋史朗（麗澤大学・院特任教授）「WGIPの源流と後遺症」
優秀賞（学生部門）沢田輝（東京大学大学院総合文化研究科博士課程3年）「「選択と集中」から「分散と底上げ」へ　―富饒な大国日本を再興するために―」
佳作
- 青柳武彦（国際大学グローコム客員教授）
- 石本秀雄（「日本の歴史文化研究会」会長）
- 落合道夫（「東京近代史研究所」代表）
- 草間洋一（文明工学研究家）
- 武智昭（電気技師）
- 中村敏幸（近現代史研究家、「新しい歴史教科書をつくる会」東京支部幹事）
- 西木戸未來こと錦戸永宗（化学者、近現代史研究フリーライター）
- 松木国俊（「朝鮮近現代史研究所」所長）
- 松原仁
- 籔本恭明（東海医療科学専門学校校長）
- 山下英次（大阪市立大学名誉教授、「不当な日本批判を正す学者の会」事務局長）

アパ日本再興大賞
- 江崎道朗（ベストセラーズ刊「日本は誰と戦ったのか　―コミンテルンの秘密工作を追及するアメリカ―」の上梓により）

小川榮太郎「天皇の平和 九条の平和 ―安倍時代の論点―」（産経新聞出版）、高田純「誇りある日本文明 ―中韓が絶対に超えられない、先進と継続の理由！―」（青林堂）に特別賞

### 第十二回最優秀藤誠志賞（2019年）
第十二回最優秀藤誠志賞受賞者発表による。
最優秀藤誠志賞 村島定行（計算機科学者　鹿児島大学名誉教授、日本会議鹿児島会長）「平成日本は精神的に独立していなかったために没落した」
優秀賞（社会人部門）小川榮太郎「令和日本―國体が耀く時代をどう作るか」
優秀賞（学生部門）該当者なし
佳作
- 青柳武彦（国際大学グローコム客員教授）
- 奥本康太（（一社）空の神兵慰霊顕彰碑護持会代表理事）
- 加藤健（アジア調査機構代表）
- 清水裕介（アパグループ首都圏CM事業部）
- 高橋富代（尾崎行雄記念財団・咢堂塾運営委員）
- 田中稔（研究者）
- 知念章（「グッドニュース沖縄」編集長　元防衛省技官、ライター）
- 中村敏幸（近現代史研究家）
- 松木国俊
- 山下英次（経済学者・大阪市立大学名誉教授、「不当な日本批判を正す学者の会」事務局長）

アパ日本再興大賞
- 江崎道朗（ハート出版刊「大東亜戦争　日本は勝利の方程式を持っていた！ ―実際的シミュレーションで証明する日本の必勝戦略―」）
- 阿羅健一・杉原誠四郎（自由社刊「対談　吉田茂という反省　―憲法改正をしても、吉田茂の反省がなければ何も変わらない―」）

### 第十三回最優秀藤誠志賞（2020年）
最優秀藤誠志賞 河添恵子「今も歴史の瞬間を生きている　―中共に迎合したマスメディアの死―」
優秀賞 北岡正敏「硫黄島の戦いを日本民族の魂として永遠に伝える」
優秀賞（学生部門）三好正雄（京都大学大学院 文学研究科 文献文化学専攻修士課程）「日本人は「進歩主義」の呪縛から脱却できるか？　―真の精神的独立を勝ち取るために―」
佳作
- 佐藤正幸（早稲田大学国際戦略研究所招聘研究員）
- 清水裕介（アパグループ首都圏CM事業部員）
- 高橋史朗（麗澤大学大学院特任教授・モラロジー研究所教授）
- 武智昭（日本古代史研究家）
- 武谷洋三（日本会議北海道本部副理事長、自民党北海道支部連合会事務局長）
- 細谷清（歴史の真実を求める世界連合会副理事長）
- 松木国俊（朝鮮近現代史研究所所長）
- 松林博文（秀明大学客員教授、広島県立広島皆実高等学校元校長）
- 山下英次（大阪市立大学名誉教授、「不当な日本批判を正す学者の会」事務局長、「国際歴史論戦研究所」所長）
- 與謝野俊（随筆家）

### 第十四回最優秀藤誠志賞（2021年）
最優秀藤誠志賞　山下英次「令和日本の独立運動―歴とした独立国にならなければ何事も始まらない!!」
優秀賞（社会人部門）　ミロスラフ・マリノフ「西洋の没落と岐路に立つ日本 ―衰退する西洋から日本は何を学ぶのか―」
優秀賞（学生部門）　益子侑也（福島大生、自民党福島県支部連合会学生部長）「日本は軍事忌避から脱せよ」
佳作
- 池田和貴（Brise代表）
- エドワーズ博美（メリーランド大学講師）
- 岡真樹子（愛国女性のつどい花時計・代表、新しい歴史教科書をつくる会 会員）
- 奥本康大（一般社団法人空の神兵慰霊顕彰碑護持会代表理事）
- 騎士崚史朗（文化随筆家　本名・髙山秀幸）
- 清水裕介（アパグループ首都圏CM事業部）
- 西川遼祐（アパグループ調査部）
- ハーバート眞理子（派遣社員、フリーライター（海外情報など））
- 深田浩市（公務員、歴史研究家）
- 松林博文（秀明大学教育研究所教授、元・広島県立広島皆実高等学校校長）

### 第十五回最優秀藤誠志賞（2022年）
最優秀藤誠志賞　小笠原理恵（ジャーナリスト、自衛官守る会会長）「『隣国・ロシア』という憂い　～ウクライナの惨状は明日の日本」
優秀賞（社会人部門）矢野義昭（一般財団法人日本安全保障フォーラム会長）「日本は核恫喝に屈するな！　―潜在核保有国としての自信を持ち毅然として対応せよ―」
優秀賞（学生部門）岡部泰河（学習院大学大学院政治学研究科博士前期課程1年）「日本の『保守』とは何か」
佳作
- 河井克行
- アンドリー・グレンコ
- 小久保知子（マナー講師、著述家）
- 堤政景（会社員）
- 春木文彦（学習塾経営）
- 益子侑也（石川昭政議員事務所職員）
- 松木國俊
- 松林博文（元・広島県立広島皆実高等学校校長、元秀明大学客員教授）
- ムカイダイス（元・放送大学非常勤講師　在日ウイグル人）
- 山下英次（国際政治経済学者、大阪市立大学名誉教授・経済学博士）